# Ponta do Ouro
Ponta do Ouro és una platja de Moçambic, situada a la província de Maputo, al districte de Matutuíne a l'extrem sud del país, al costat de la frontera amb KwaZulu-Natal (Sud-àfrica). És un dels principals destins turístics del país.
La platja és un arc de vora set kilòmetres limitats per costes rocalloses a les extremitats, per una barra de sorra al llarg i per dunes baixes al llarg de la costa, cosa que la força apta per als esports nàutics.